# Diego de Torres y Bollo
Diego de Torres Y Bollo (Villalpando, 1551 – Sucre, 8 agosto 1638) è stato un gesuita spagnolo, primo responsabile della provincia paraguaiana della Compagnia e ideatore delle riduzioni, la punta di diamante dell'attività missionaria dei gesuiti.

## Vita
Diego de Torres y Bollo nacque a Villalpando (Castiglia) nel 1551 da doña Ana de Torres; suo padre capítan Diego Bollo era governatore degli stati di Monterrey. Contrariamente alle aspettative familiari, nel 1571 entra nella Compagnia, nello specifico nel collegio di Medina e avrà come compagno di corso Baltasar Alvarez. Nove anni dopo chiese di essere inviato nelle indie nello specifico in Perù. La sua richiesta venne approvata e nel 1581 arrivò a Lima (Perù) . Dal 1599 accompagna il visitador P. Esteban Páez per tutta il Vicereame del Perù; e da quest'esperienza fece diretta visione dei paesaggi e i popoli del Sud America, delle loro condizioni, dei problemi tra i missionari e i colonialisti e grazie alle sue qualità venne eletto Procurador della Congregazione provinciale per trattare alla corte di Madrid e a Roma.
In virtù del suo nuovo incarico, nel 1600 Bollo fu chiamato a Roma, incaricato di informare il padre Generale riguardo la situazione nella provincia suddetta. Bollo rimase in Europa dal 1601 al 1604, scrisse la sua importante Relazione Breve (pubblicata a Roma nel 1603, che esortava sul reclutare un buon numero di gesuiti per portare a compimento l'evangelizzazione in Sud America) e visitò differenti città. Da citare la visita che il gesuita compiette alla Basilica della Santa Casa, dove concepì l'obbiettivo di diffonderne il culto in tutta l'America; inoltre, Padre Torres portò con sé da Loreto alcune stelle di legno che erano state staccate dal soffitto della cappella e un bozzetto con le misure del tempio che racchiude le mura della Casa. Altra tappa, prima della ripartenza, sarà Madrid dove incontrò S.M. Filippo III di Spagna, al quale spiegò il suo modello di evangelizzazione nel Paraguay che tanto piacque al monarca e decise di inglobare la Compagnia al Patronato regio, con un decreto del 4 aprile 1609. Quest'ultimo permise ai futuri Indios ridotti di essere encomendiati direttamente dal Re. Il rapporto gesuiti-corona di Spagna era favorevole per entrambe le parti, difatti, i primi, come detto, ottenevano il patronato, mentre la seconda vedeva aumentare i suoi territori senza alcuno sforzo militare e si creava un'indispensabile barriera contro i portoghesi in Brasile.
Claudio Acquaviva nel 1604, ponendo fine al dubbio se la Provincia Gesuita Paraguaiana appartenesse a quella ispanico-peruviana o a quella portoghese, eleva il Paraguay a Provincia autonoma e nomina Bollo come primo Provinciale.

## Le Istruzioni
Ritornato in Sudamerica, dal 1609 al 1619, Bollo scrisse le Istruzioni: carta fondamentale delle riduzioni dove si raccomandava ai padri di praticare una vita assidua nella preghiera e di imparare la lingua del luogo, necessarie per ottenere una vera e duratura conversione delle anime. Inoltre, le istruzioni delineavano il luogo ove far edificare la riduzione e la planimetria di quest'ultima (sottolineando la volontà di porre in ogni missione una chiesa dedicata alla Madonna di Loreto). Le istruzioni contenevano altresì i modi su come i missionari dovevano trattare gli indios: con estremo tatto, evitando le pene corporali e correggendo i costumi con gradualità e molta attenzione
Bollo morirà l'8 agosto 1638, nel pieno delle incursioni dei Bandeirantes contro le riduzioni.